# Evanchon variegatus
Evanchon variegatus är en insektsart som beskrevs av William D. Funkhouser. Evanchon variegatus ingår i släktet Evanchon och familjen hornstritar. Inga underarter finns listade i Catalogue of Life.